# Тит Клодий Вибий Вар
Тит Клодий Вибий Вар (на латински: Titus Clodius Vibius Varus) е политик и сенатор на Римската империя през 2 век.
Произлиза от фамилията Вибии. Баща му Тит Вибий Вар e консул през 134 г. Дядо му Тит Вибий Вар e суфектконсул 115 г.
През 160 г. Вибий Вар е консул заедно с Апий Аний Атилий Брадуа.